# Agrilus betulanigrae
Agrilus betulanigrae é uma espécie de inseto do género Agrilus, família Buprestidae, ordem Coleoptera.
Foi descrita cientificamente por MacRae, 2003.